# Marko Tušek
Marko Tušek (Trbovlje, 17. srpnja 1975.) slovenski je profesionalni košarkaš. Igra na poziciji krilnog centra, a trenutačno je slobodan igrač.

## Karijera
Karijeru je započeo 1992. u Triglavu iz Kranja. Od 1993. do 1998. bio je član Union Olimpije koju je vodio Zmago Sagadin. S Olimpijom je osvojio 4 naslova slovenskog prvaka, 4 kupa i Europski kup. U sezoni 1996./97. s Olimpijom je stigao od Final Foura Eurolige, gdje je Olimpia u polufinalu poražena od grčkog Olympiakosa. 1998. odlazi u talijanski Pepsi Rimini. Ondje je ostao dvije sezone, a kasnije se preselio u redove Scavolini Pesara. Najveći trag ostavio je u rimskoj Lottomatici. Ondje je proveo četiri sezone, prije nego što se je 2006. preselio u redove Armani Jeans Milana. U Milanu je ostao samo pola sezone, kada u zimskom prijelaznom roku odlazi u španjolsku ViveMenorcu. Sezonu 2007./08. proveo je kao član ruskog UNIKS Kazana, a sezonu kasnije bio je član talijanskog Air Avellina. Danas je slobodan igrač. 

## Vanjske poveznice
- Profil  Arhivirana inačica izvorne stranice od 18. veljače 2009. (Wayback Machine) na Lega Bakset Serie A
- Profil  Arhivirana inačica izvorne stranice od 28. svibnja 2015. (Wayback Machine) na ACB.com